# Заверуха, Рафал
Рафал Заверуха (польск. Rafał Zawierucha; род. 12 октября 1986, Краков) — польский актёр театра и кино, телеведущий.

## Биография
Родился в Кракове в семье Анны и Эдварда Заверухи. Старший брат Рафала, Гжегож, стал победителем 8 сезона польской телепередачи MasterChef. Вырос в польском городе Кельце, где провел большую часть своей юности. Учился в III Общеобразовательном лицее им. Циприана Камиля Норвида. В 2012 году окончил актёрский факультет Театральной академии в Варшаве.

## Творчество
Выступал в варшавских театрах: «Вспулчесны», «Ох-Театр», «ИМКА» и «Капитоль», а также в Театре Телевидения. Вёл программу «Кинематографическая Польша» (Polska Filmowa) в рамках телевизионного цикла Canal+ Discovery . Снимался в таких фильмах, как «Джек Стронг», «Боги», «Жизнь в роскоши», «Гражданин» и «Город 44». Он также известен по ролям в сериалах «Рецепт жизни» и «Высшая сила». В 2012 году Рафал был номинирован на премию «Золотая утка» за лучшую мужскую роль в фильме «Княжество» Анджея. Критик Лукаш Мацеевский писал о нём в журнале «Кино» следующее: «В нём есть свет, очарование и энтузиазм вечного ребёнка. С первого взгляда проникаешься к нему симпатией».
В 2019 году сыграл роль Романа Полански в фильме Квентина Тарантино «Однажды в Голливуде».
Ведущий программ «Европа кино» и «Кинематографическая Польша» на телеканале TVN Fabuła.

## Фильмография

#### Фильмы
- 2011: Женско-мужская война / Wojna żeńsko męska, приятель Юльки

- 2011: Покажи, котик, что у тебя внутри / Pokaż kotku co masz w środku (худ. фильм), работник заправочной станции
- 2011: Княжество / Księstwo, Збышек Пастернак
- 2012: Путешествие с ручной кладью / Podróż z bagażem podręcznym (школьный этюд)
- 2012: Последний этаж / Ostatnie piętro (худ. фильм), сторож
- 2013: Это твоя вина / To twoja wina (школьный этюд), полицейский
- 2014: Боги / Bogowie, Ромуальд Чихонь (Romuald Cichoń)
- 2014: Город 44 / Miasto 44, «Берлинговец»
- 2014: Джек Стронг / Jack Strong, танкист
- 2014: Доброе утро, я люблю тебя / Dzień dobry, kocham cię (худ. фильм), официант
- 2014: Гражданин / Obywatel (худ. фильм), делегат
- 2014: Жизнь в роскоши / Wkręceni (худ. фильм), оператор Шимек
- 2015: Мартовские рассказы / Opowieści marcowe (школьный этюд), сын
- 2015: Миранда / Miranda (короткометражный фильм), отец Франка
- 2015: Король жизни / Król życia (худ. фильм), приятель Эдварда
- 2016: Остаточные изображения / Powidoki (худ. фильм), продавец
- 2016: Бог в Кракове / Bóg w Krakowie (худ. фильм), Гилберт
- 2016: 7 вещей, которые вы не знали о мужчинах / 7 rzeczy, których nie wiecie o facetach (худ. фильм), сосед Филиппа по комнате
- 2017: Иностранцы в Варшавском восстании / Cudzoziemcy w Powstaniu Warszawskim (беллетризованный фильм), стрелок Вацек
- 2018: План Б / Plan B (худ. фильм), муниципальный полицейский
- 2018: Голоса / Głosy (короткометражный фильм)
- 2019: Однажды в Голливуде / Once Upon a Time in Hollywood (худ. фильм), Роман Полански
- 2020: Зея/ Zieja (худ. фильм), повстанец Орел
- 2020: Письма к М. 4 / Listy do M. 4 (худ. фильм), программист Стефан
- 2020: Банкстеры / Banksterzy (худ. фильм), Артур
- 2021: Орел. Последний патруль / Orzeł. Ostatni patrol (в производстве), «Клопс» (Klops)
- 2021: Мастер / Mistrz (в производстве), Климко
- 2021: Наймро. Любит, ворует, уважает / Najmro. Kocha, kradnie, szanuje (в производстве), Уйма
- 2021: Горько, горько!/ Gorzko, gorzko! (в производстве), Янек
- 2021: Герек / Gierek (в производстве), премьер-министр Пётр Ярошевич

Телевидение
- 1997—2020: Клан / Klan (телесериал), Марек, сосед Оли Любич и Норберта Пёнтковского
- 2004—2020: Первая любовь / Pierwsza Miłość (телесериал), Бончек — криминалист
- 2009: Сыновья / Synowie (телесериал), сер. 11, 13
- 2009: Академия / Akademia (беллетризованный телесериал), сер. 2, 6
- Искусство без названия / Sztuka bez tytułu (телеспектакль), Якуб
- 2010: Спасатели / Ratownicy (телеспектакль), сер. 6, командир взвода Вальчак
- 2010: Новенькая / Nowa (телесериал), сер. 2, посыльный в отеле
- 2011: Высшая сила / Siła wyższa (телесериал), сер. 1, 2, 3, 4, 5, 6, 8, 9, 13, Франек
- 2011-2013: Рецепт жизни / Przepis na życie (телесериал), сер. 1, 2, 3, 6, 14, 16, 17, 19, 21, 22, 23, 24, Куба, ассистент Поли
- 2011, 2014, 2016: Отец Матфей / Ojciec Mateusz (телесериал), сер. 70, 146 — свидетель, 194 — торговый агент
- 2011: Отель 52 / Hotel 52 (телесериал), Лукаш Папротка (сер. 49), Кароль Папротка (сер. 51, 52)
- 2012: Шпионы в Варшаве / Szpiedzy w Warszawie (сериал), сер. 4, солдат
- 2012: Время чести / Czas honoru (телесериал), сер. 55, капрал Ян Рыбка
- 2012—2013: Все только впереди / Wszystko przed nami (телесериал), сер. 26, 39, Витек
- 2013: В добре и в зле / Na dobre i na złe (телесериал), сер. 522, Войтек
- 2014—2016: Подружки / Przyjaciółki (телесериал), сер. 46 — официант, odc. 72, 73, 74, 75, 77, 78, 79 — Дарьюш Лехицкий
- 2014: На краю 2 / Na krawędzi 2 (телесериал)
- 2015: Право Агаты / Prawo Agaty (телесериал), сер. 86, Гжесек
- 2015: Боевая Единичка (телесериал)
- 2017: За мечты / Za marzenia (телесериал), сер. 5, художник
- 2015: Пакт / Pakt (телесериал), сер. 3,4,5, ассистент премьер-министра
- 2018: В ритме сердца / W rytmie serca (телесериал), сер. 28, Марек Врублевский
- 2018: Не волнуйся за меня / O mnie się nie martw (сериал), сез. 8, сер. 8, Патрик
- 2018: Третья половина / Trzecia połowa (телесериал), сер. 1-14, футболист Заверуха
- 2019: Другой мир / Inny świat (телеспектакль), Последний
- 2020: Месть / Zemsta (телеспектакль), Папкин

## Другие роли

###### Театр
- 2006: Единство Бога / Zjednanie Boga — Джошуа Кроун (Joshua Crone), реж. Joshua Crone, Театр «Объединение Axis Mundi» (Teatr Stowarzyszenie Axis Mundi), Краков
- 2009: Искусство без названия / Sztuka bez tytułu (роль Якуба) — Антон Чехов, реж. Агнешка Глинска (Agnieszka Glińska), Театр Вспулчесны (Teatr Współczesny), Варшава
- 2010: Польские цветы / Kwiaty Polskie — Юлиан Тувим, Академия театральная (Akademia Teatralna), Варшава

Радио
- 2011: Французский песик / Francuski Piesek (роль Папы) — Мариуш Немчицкий (Mariusz Niemczycki), реж. Доброслава Балазы (Dobrosława Bałazy), Театр Польского радио
- 2014: Светлая, моя любовь / Jasna, moja miłość (роль Павла) — Мартин Тронский (Marcin Troński), реж. Мартин Тронский, Театр Польского радио
- 2014: Одиссея Принца / Odyseja Xięcia (в роли Марыськи) — Дарек Блащик (Darek Błaszczyk), Ивона Русек (Iwona Rusek), реж. Дарек Блащик, Театр Польского радио

Дубляж
- 2009: Hot Wheels: Battle Force 5 — Киросис
- 2010: Monster High: New Ghoul at School — Дьюс Горгон
- 2019: Королевский корги — Рекс